# Camulos
No panteão celta antigo, Camulus ou Camulos era um teônimo para um deus a quem os romanos igualavam a Marte pela interpretatio romana. Era um deus importante da Grã-Bretanha e da Gália iniciais, especialmente entre os belgas e os remos, uma tribo gálica que vivia na área da Bélgica moderna. No Rindern, França, foi mencionado como Marte-Camulos em cima de uma pedra com uma coroa de carvalho. Em outro lugar foi retratado com uma cabeça de carneiro dotada de corno. Evidência de sua popularidade pode ser vista em vários nomes de lugares, notavelmente Camuloduno. Tentativas de ligá-lo ao personagem infantil Old King Cole e ao pai de Fionn, Cumhall, foram rejeitadas por comentaristas contemporâneos eruditos 
A cidade Camuloduno (atual Colchester), em Essex, pode ter sido batizada com seu nome. Cotterell afirmou que esta foi a base para a cidade lendária de Camelot. Cunobelino, o Cymbeline, de Shakespeare, um chefe dos Catuvelaunos, que foi chamado Britannorum rex pelo historiador romano Suetônio, fez de Camuloduno sua capital, depois de derrotar os Trinobantes locais. Lá estabeleceu uma casa da moeda e moedas mostrando seu rosto ainda são encontradas ocasionalmente na área. Após sua morte, em torno de 42 d.C., seus filhos, entraram em contenda com Roma e deram ao imperador Cláudio uma desculpa para tentar colocar a Grã-Bretanha sob o domínio romano.